# Campylopterus hyperythrus
El colibrí rojizo venezolano (Campylopterus hyperythrus), también denominado ala de sable rufo o ala de sable acanelada, es una especie de ave apodiforme de la familia Trochilidae —los colibríes— perteneciente al género  Campylopterus. Es nativa de la región de los tepuyes del norte de América del Sur.

## Distribución y hábitat

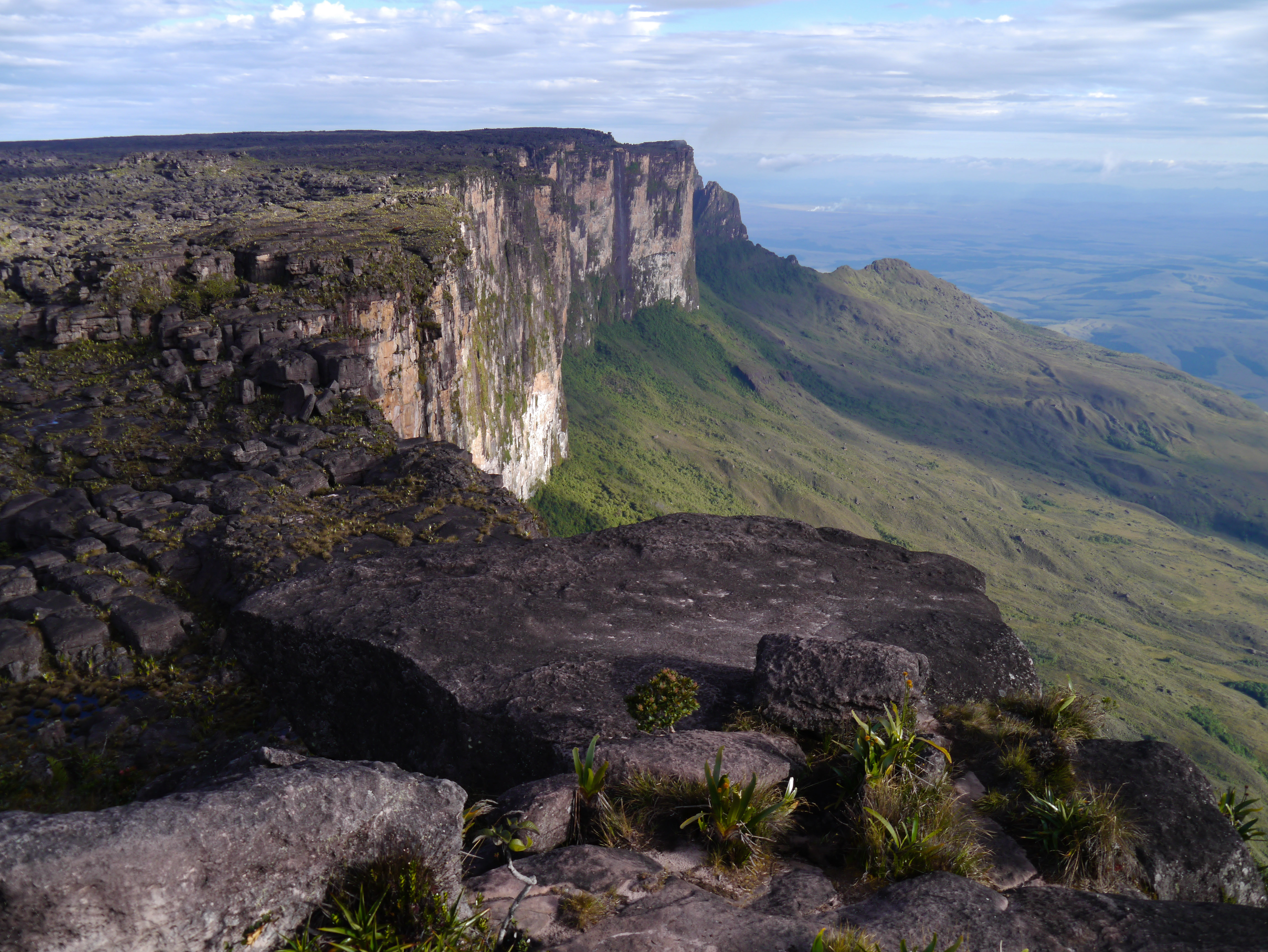
Laderas del Monte Roraima, ejemplo de hábitat de la especie.

Se encuentra restringido a los tepuyes de la región de la Gran Sabana del este de Venezuela y adyacencias del norte de Roraima en Brasil y oeste de Guyana.
Habita en bosques montanos húmedos, especialmente en zonas perturbadas en los límites de bosques achaparrados, musgosos, dominados por Melastoma y Clusia, y matorrales de tepuyes y cumbres. En ´´altitud]]es entre 1000 y 2000 m.

## Sistemática

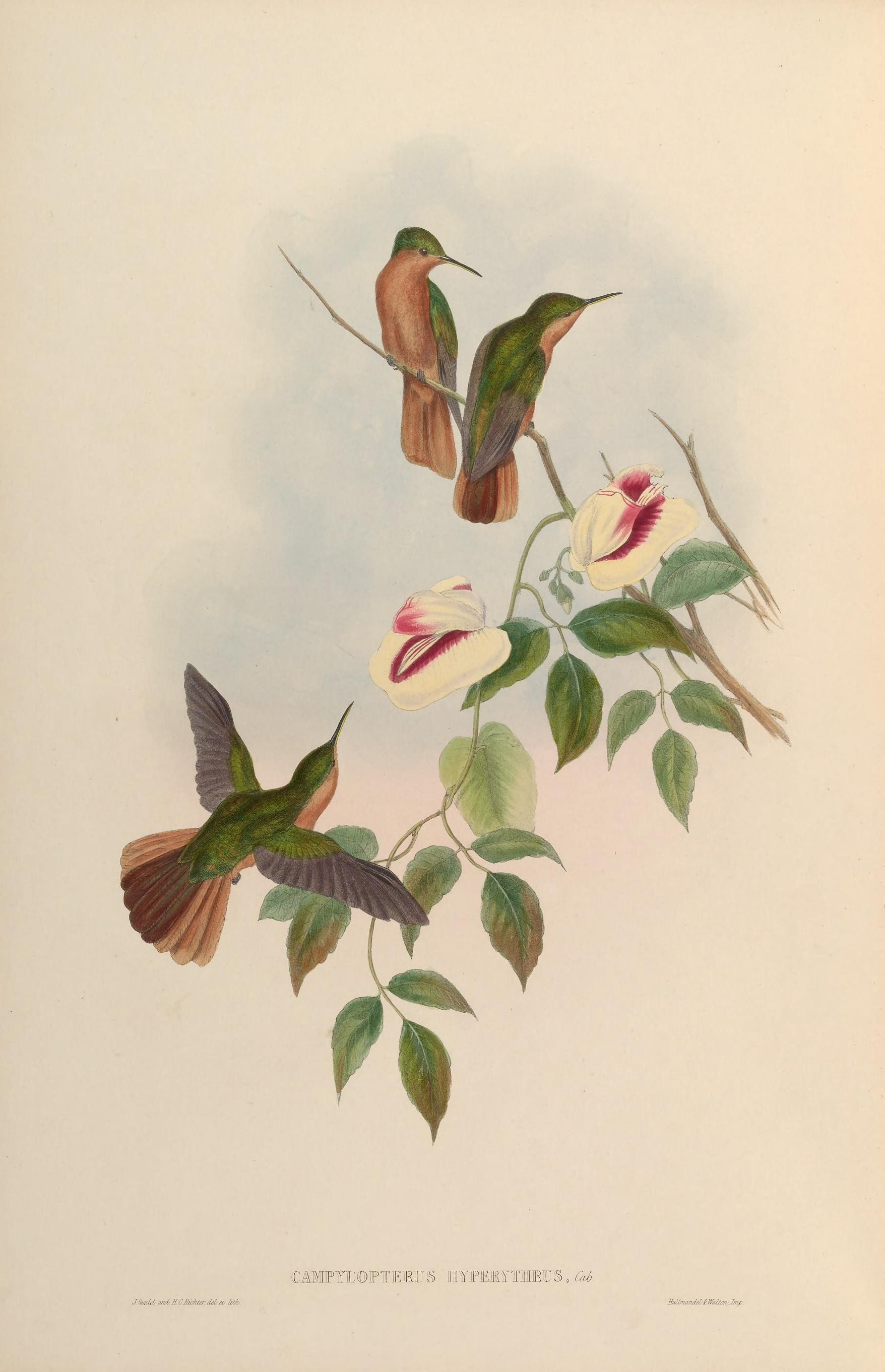
Campylopterus hyperythrus, ilustración de Gould y Richter en A monograph of the Trochilidae, or family of humming-birds 2, 1861.

### Descripción original
La especie C. hyperythrus fue descrita por primera vez por el ornitólogo alemán Jean Cabanis en 1848 bajo el mismo nombre científico; su localidad tipo es: «Monte Roraima, 6000 pies, Guyana», aunque en realidad el holotipo se recolectó en Venezuela.

### Etimología
El nombre genérico masculino «Campylopterus» se compone de las palabras del griego «kampulos» que significa ‘curvado, curvo’ y «pteros» que significa ‘de alas’; y el nombre de la especie «hyperythrus» se compone de las palabras del griego «hupo» que significa ‘debajo’ y «eruthros» que significa ‘rojizo’.

### Taxonomía
La especie Campylopterus duidae ya fue tratada por Peters (1945) como una subespecie de la presente. Es monotípica.